# Estació d'Avrechy
L'estació d'Avrechy és una estació ferroviària situada al municipi francès d'Avrechy (al departament de l'Oise).
És servida pels trens del TER Picardie.
| Provinença | Estació anterior    | Línia        | Estació següent    | Destinació |
| ---------- | ------------------- | ------------ | ------------------ | ---------- |
| Amiens     | Saint-Rémy-en-l'Eau | TER Picardie | Clermont-de-l'Oise | Paris-Nord |